# Mieczysław Pawela
Mieczysław Pawela (ur. 4 maja 1923, zm. 13-14 października 2013) – członek ZWZ, AK, pomagał więźniom Auschwitz-Birkenau, po zakończeniu wojny członek antykomunistycznego podziemia, ofiara represji. Od 1980 członek NSZZ Solidarność. Autor Dziejów Przejcowa.

## Działalność podczas II wojny światowej
W czasie II wojny światowej działał w organizacjach konspiracyjnych. Do 1942 roku pomagał wujkowi Józefowi Paweli ps. „Powróz”, który posiadał stopień starszego sierżanta. Robił 5 kg paczki żywnościowe, które przez Caritas były przesyłane jeńcom do oflagów. Później przestali wysyłać paczki, ponieważ Niemcy je rekwirowali. Pomagał w przerzucaniu nielegalnie ludzi przez granice między Generalnym Gubernatorstwem a III Rzeszą w Spytkowicach. Wśród nich byli członkowie AK, powstańcy śląscy i aktorzy. Przewozili też dokumenty i pieniądze. W 1942 roku został żołnierzem Związku Walki Zbrojnej Armii Krajowej. Pełnił w nim funkcję łącznika. Przede wszystkim pomagał więźniom pracującym przy torach kolejowych między Oświęcimiem a Dworami – rzucał im chleb z pociągu.

## Działalność w epoce stalinowskiej
Po zakończeniu wojny długi czas pracował na kolei wraz z kolegami z partyzantki. Nie godząc się na sytuację w kraju, wraz z kolegami założył swoją organizację, gdzie był zwiadowcą. Jeden z nich przekazał informacje na UB i rozpoczęły się aresztowania. Komendant i zastępca zostali osadzeni we Wronkach. Pięciu kolegów uciekło przez granicę. Pawela wraz z kolegą również planował to zrobić, ale 3 stycznia 1947 został aresztowany w Jeleniej Górze za działalność partyzancką. Podczas śledztwa był torturowany. Dzięki wstawiennictwu komendanta u sekretarza PPS, udało się go wyciągnąć z aresztu.
Po powrocie do zdrowia dalej pracował na kolei jako konduktor w pociągu osobowym. Obsługiwał dwa pociągi i rozpoczął naukę w gimnazjum dla pracujących. W 1949 zrobił kurs dla kierowników pociągu. Następnie został kierownikiem pociągu Jelenia Góra – Świeradów. 28 czerwca 1950 został ostrzeżony przez pracownika UB, że zostanie aresztowany. Złożył wówczas podanie do Szkoły Felczerskiej do Wrocławia, gdzie został przyjęty. Po kilku miesiącach został jednak aresztowany. 12 listopada 1950 odbył się sąd wojenny. Skazano go na 5 lat, jednak ostatecznie, po ponownym przesłuchaniu nie trafił do więzienia. Dostał 3 lata urlopu na skończenie szkoły, a potem miał 2 lata odpracować na kolei.

## Lekarz
W 1953 ukończył szkołę i aby uciec od prześladowań przeniósł się do Tarnowa. Tam się ożenił, po czym wraz z żoną wrócił do Przeciszowa. W 1954 zaczął pracować jako doktor w RSP w Przeciszowie. Znajdował się tam punkt felczerski i był pierwszym bezpośrednio obsługującym go. W 1970 został przewodniczącym budowy ośrodka zdrowia w Przeciszowie, w którym następnie przyjmował. Pracował również przez osiem lat jako oświatowiec w Poradni Przeciwgruźliczej, a także w ośrodkach zdrowia, m.in. w Zatorze, Polance Wielkiej, Witkowicach, Jawiszowicach. Poza tym organizował różne imprezy kulturalne w domu kultury w Przeciszowie.
Od 1980 był członkiem NSZZ Solidarność.
Zmarł w październiku 2013 roku. Został pochowany na cmentarzu w Przeciszowie. Przepracował 37 lat w służbie zdrowia i 5 lat na kolei. Posiadał odznaczenie wzorowego pracownika służby zdrowia.
Od kilku lat starał się, aby nie zaprzepaścić dorobku historycznego i kulturalnego mieszkańców Przeciszowa. Jest autorem Dziejów Przejcowa, z których można dowiedzieć się o początkach wsi, historii jej kościołów a także ludzi. Szczególnie obszernie opisany jest okres międzywojenny. To kilkustronicowe dzieło powstało na podstawie opowieści zmarłych już mieszkańców Przeciszowa, którzy z pokolenia na pokolenia przez tradycję ustną przekazywali sobie historię wsi. Pawela był również autorem artykułów w czasopiśmie „Życie Zatora”. Działał w Klubie Ochrony Zabytków. Jest pochowany na cmentarzu w Przeciszowie.

## Odznaczenia
Jego dewiza życiowa brzmiała: Nie bać się i zawsze wypowiadać prawdę. 1 września 1992 na uroczystości w Węgierskiej Górce za działalność konspiracyjną w latach 1939–1945 otrzymał Krzyż Partyzancki. Poza tym posiadał Złoty Krzyż Zasługi oraz odznaczenia przyznawane więźniom politycznym i osobom represjonowanym.